# Nicolae Păun
Pour les articles homonymes, voir Păun.
Nicolae Păun, né le 19 janvier 1999 à Caracal en Roumanie, est un footballeur international roumain qui joue au poste de milieu défensif au Sepsi OSK.

## Biographie

### En club
Né à Caracal en Roumanie, Nicolae Păun rejoint le Sepsi OSK en 2018. C'est avec ce club qu'il commence sa carrière professionnelle, jouant son premier match le 17 avril 2021 face à l'Universitatea Craiova, en championnat. Il est titularisé et les deux équipes se neutralisent ce jour-là (0-0 score final),.
Nicolae Păun inscrit son premier but en professionnel le 19 novembre 2021, lors d'une rencontre de championnat face au FC Academica Clinceni. Titulaire, il ouvre le score et son équipe s'impose par deux buts à zéro.
Păun participe à la finale de la coupe de Roumanie qui a lieu le 19 mai 2022 contre le FC Voluntari. Il est titularisé et son équipe s'impose par deux buts à un. Il remporte ainsi le premier trophée de sa carrière, et il s'agit de la première coupe de Roumanie remportée par le Sepsi OSK.
Păun remporte la coupe de Roumanie une deuxième fois, participant à la finale qui a lieu le 24 mai 2023 contre le FC Universitatea Cluj. Il est titularisé et son équipe s'impose par après une séance de tirs au but.

### En sélection
Le 24 mai 2022, Nicolae Păun est convoqué pour la première fois avec l'équipe nationale de Roumanie par le sélectionneur Edward Iordănescu,. Il honore sa première sélection face au Monténégro le 14 juin 2022. Il entre en jeu à la place de Marius Marin et son équipe s'incline par trois buts à zéro.

## Palmarès
Sepsi OSK
- Coupe de Roumanie (2) :
  - Vainqueur : 2021-2022 et 2022-2023.
- Supercoupe de de Roumanie (1) :
  - Vainqueur : 2022.